# Woodcraft Indians
Woodland Indians var ett ungdomsprogram som grundades av Ernest Thompson Seton. Det döptes senare om till "Woodcraft League of America", och tillät då även flickor som medlemmar. Programmet anammades även utomlands och många av dessa program finns kvar än idag. 
I USA startades den första Woodcraft-stammen i Cos Cob, Connecticut år 1902. Setons egendom hade vandaliserats av en grupp pojkar från en lokal skola. Efter att ha tvingats måla om sin grind ett antal gånger begav sig Seton till skolan och bjöd in pojkarna till sitt hem över en helg istället för att stämma dem. Han satte sig ned med dem och berättade historier om USA:s ursprungsbefolkning och natur.
1910 anslöt sig Seton till Boy Scouts of America (BSA) som chefscout. Det var samma position som scoutrörelsens grundare Robert Baden-Powell innehade i England. Han slog ihop sina Woodcraft Indians med BSA. Efter ett gräl med James E. West lämnade Seton BSA 1915 och återskapade Woodcraft Indians (han vidhöll dock att han aldrig riktigt slog ihop Woodcraft Indians och BSA) som Woodcraft League of America, ett program för barn av båda könen i åldrarna mellan "4 och 94".